# Carlo Antonio Manzini

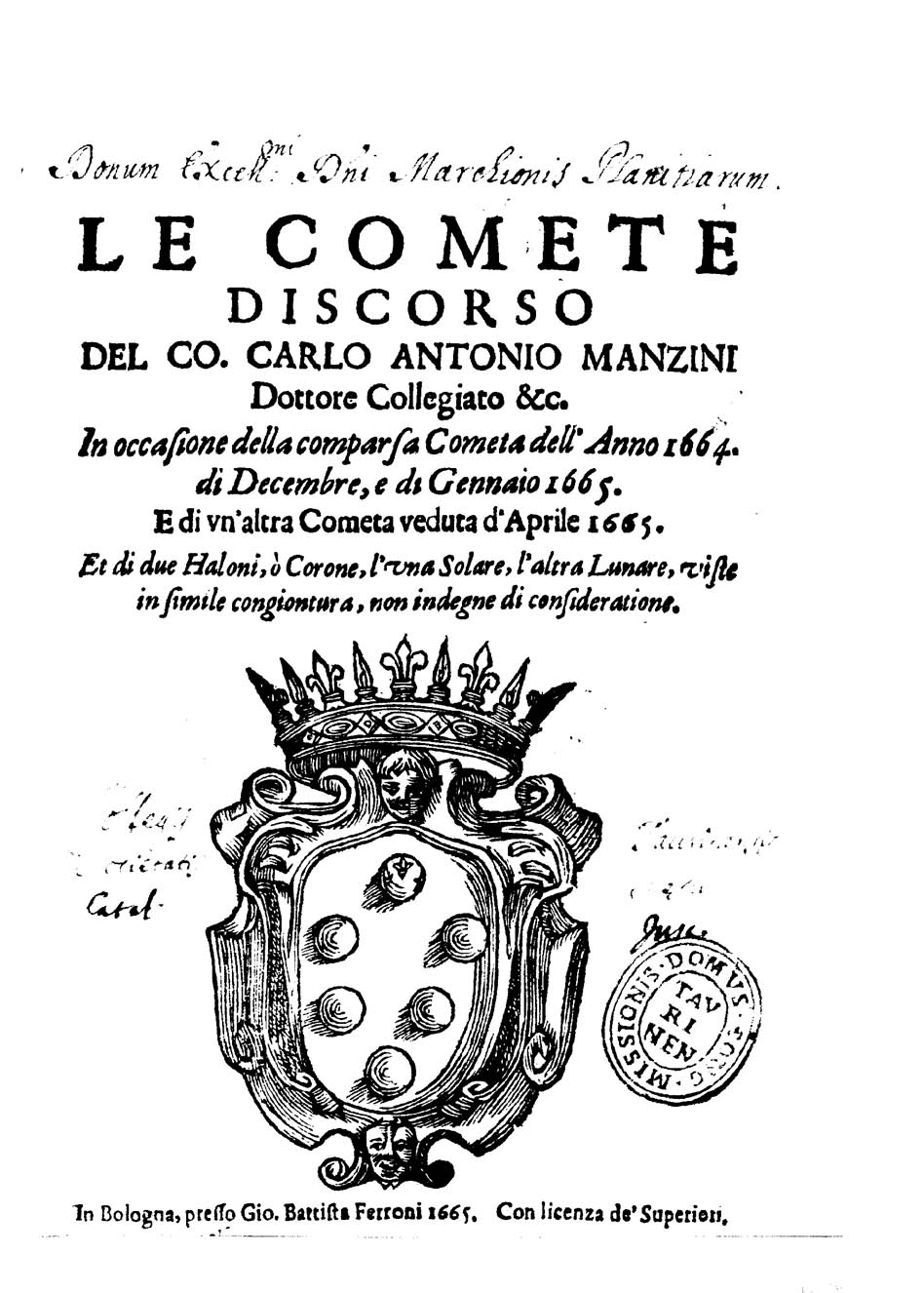
Le comete, 1665

Carlo Antonio Manzini (también escrito como Mangini o Mansini) (Bolonia, 5 de octubre de 1600-1677) fue un astrónomo y matemático italiano.

## Semblanza
Manzini era un noble de Bolonia. Su hermano menor, Luigi Manzini (1604 – 1657), fue teólogo y escritor.
Admirador de Galileo, perteneció a la Academia de los Apatisti de Florencia, donde pronunció dos discursos sobre el vacío.

## Obras
- Manzini, Carlo Antonio (1626).  Nicolò Tebaldini, ed. Tabulae primi mobilis, quibus nova dirigendi ars, et praecipue circuli positionis inventio non minus facilis, quam exacta ostenditur (en latín).

- Manzini, Carlo Antonio (1650).  Eredi Evangelista Dozza, ed. Della sicura incertezza nella declinatione dell'ago magnetico dal meridiano, del modo di terminar l'ombre gnomoniche con altre invenzioni utili.

- Manzini, Carlo Antonio (1654). Stella Gonzaga sive geographica ad terrarum orbis ambitum, et meridianorum differentias (en latín).

- Manzini, Carlo Antonio (1660).  Eredi Vittorio Benacci, ed. Occhiale all'occhio.

- Manzini, Carlo Antonio (1665).  Giovanni Battista Ferroni, ed. Comete.

## Eponimia
- El cráter lunar Manzinus lleva este nombre en su memoria.[4]